# Rafael Jacques
Rafael Jacques (Porto Alegre, 11 de setembre de 1975) és un exfutbolista brasiler, que ocupava la posició de davanter i actualment fa d'entrenador.
Al llarg de la seua carrera ha militat en nombrosos clubs del Brasil, la Xina, Portugal, Espanya i Xipre, destacant al Grêmio, Reial Betis, Rayo Vallecano o Sport Recife.
Va debutar com a entrenador pel São José de Porto Alegre, a la Série C brasilera.